# Большая Полянка
У́лица Больша́я Поля́нка (в 1918—1922 годах — Сове́тская у́лица) — радиальная улица в центре Москвы в районе Якиманка Центрального административного округа города Москвы. Проходит от Малого Каменного моста до Серпуховской площади. Нумерация домов — от Малого Каменного моста. К Большой Полянке примыкают с чётной (западной) стороны — Якиманский проезд, Бродников, 2-й Полянский, 1-й Хвостов, 1-й Спасоналивковский, 2-й Спасоналивковский переулки; c нечётной (восточной) стороны — Старомонетный, 1-й Казачий, Погорельский переулки.

## Происхождение названия
Получила название в конце XVIII века по находившемуся в начале улицы «всполью» — краю полей. Определение «большая» добавили в XIX веке, когда появилась Малая Полянка. В XVII—XVIII вв. именовалась Космодамианской улицей — по церкви Козьмы и Дамиана, что в Кадашёвской слободе (снесена в 1933 году). В 1918—1922 годах носила название Советская улица.

## Зоны отдыха
Непосредственно к улице примыкают сквер Ислама Каримова и Якиманский сквер. Сквер Ислама Каримова получил свое название в 2016 году в честь первого президента Узбекистана, к 2018-му был благоустроен. Тогда же в зоне отдыха был установлен памятник узбекскому политику по проекту британского скульптора Пола Дэя.
Якиманский сквер представляет собой треугольник на пересечении Большой Полянки и Якиманского проезда. В зоне отдыха установлен памятник Георгию Димитрову.

## Примечательные здания и сооружения

### По нечётной стороне
- № 1/2 — жилой дом (1939, архитектор А. Г. Мордвинов)[4]. Построен по тому же проекту, что и жилой дом на Тверской улице, 17[5].

 — до 1812 года нечётная сторона улицы начиналась домом, построенным В. И. Баженовым для князей Трубецких, парадный фасад которого смотрел на Кремль. В 1761 году во дворе дома была построена деревянная на каменном фундаменте церковь иконы Казанской Богоматери (упразднена в 1783 году). По соседству стоял дом аптекаря И. М. Вольфа, построенный В. И. Баженовым в 1773 году. В конце XVIII века каменная аптека в два этажа на погребах со сводами, считавшаяся одной из лучших и красивейших построек города[кем?], была перестроена М. Ф. Казаковым для нового владельца, И. И. Прозоровского. Здание, поставленное на видном месте, в начале улицы у моста, было рассчитано на круговое обозрение, что подчеркивалось одинаковым количеством осей на всех фасадах. Два этажа над высоким цоколем объединялись ионическими пилястрами большого ордера. Оба дома сгорели в Московском пожаре.
Вскоре после 1812 года усадьба была вновь отстроена. В 1848 году её владелицей была княгиня Прозоровская, восточнее находился участок ротмистрши княгини Варвары Юрьевны Трубецкой. Впоследствии оба участка были объединены, владела ими Елизавета Петровна Кичеева, а с 1876 года — жена штабс-капитана Софья Алексеевна Брянская. В 1879 году Московское городское кредитное общество продало владение Брянской с «каменным домом и всякими при нём строениями» с публичных торгов за «невнос срочного платежа». Его приобрел банкир и предприниматель Лазарь Соломонович Поляков, живший в собственном доме на Тверском бульваре, а это здание сдававший в аренду.
После революции арендатором стало жилищно-строительное товарищество «Рабстрой», которое, не добившись разрешения на капитальный ремонт дома, начало его самостоятельно. В 1927 году, когда основные работы были уже закончены, обществу были предъявлены обвинения в нарушении закона, вскоре после чего, в 1930-х годах, во время сталинской реконструкции Москвы, дом снесли с целью выравнивания «красной линии». К 1939 году неподалёку был возведён нынешний дом № 1, на месте бывшей усадьбы Прозоровской находится открытая автостоянка.
- № 3/9,  памятник архитектуры (региональный) — один из первых блочных домов советской Москвы (1939—1940, архитекторы А. К. Буров и Б. Н. Блохин). Плоская стена здания покрыта обманкой — рисунком, имитирующим руст натуральным камнем[4]. В 1943—1968 годах здесь жил конструктор стрелкового оружия Ф. В. Токарев (мемориальная доска, 1974, архитектор А. Н. Земцов)[7].
- № 7 стр. 5 — в доме в 1915—1918 гг. и в 1922 г. жил писатель И. С. Шмелев (мемориальная доска).
- № 7/10 — доходный дом В. П. Панюшева (1908, архитектор А. И. Иванов). В доме в 1943—1968 жил конструктор оружия Ф. В. Токарев, установлена мемориальная доска.
- № 9 — здание типографии братьев Менертов (1909), на «реконструкции».
- № 11/14,  памятник архитектуры (региональный) — главный дом усадьбы К. Г. Нащокиной (XVIII в., 1901—1910/1912). В 1801 году здесь родился и до 1814 года жил будущий общественный деятель, друг А. С. Пушкина, П. В. Нащокин[4]. Во время пожара 1812 года здание не пострадало. Охранный статус ему был присвоен в 1997 году, в связи с грядущим 200-летием со дня рождения поэта.
- № 13/16 — главный дом городской усадьбы, 1849—1850.
- № 15 — с 1997 года здание занимает галерея современного искусства «Крокин галерея».
- № 19 — доходный дом Куликовых (1911—1913, архитектор О. Г. Пиотрович)[4].
- № 21, 23 — восстановленный двухэтажный усадебный дом. Дом 23 стр. 1 — Фонд Ельцина[8].
- № 27 — дом купцов Абрамовых (XIX век).
- № 29/32,  памятник архитектуры (федеральный) — Храм святителя Григория Неокесарийского в Дербицах (1667—1679, архитекторы Карп Губа, Иван Кузнечик, братья Григорьевы). Входившие в ансамбль памятника архитектуры дома причта XIX века были снесены без разрешения городских властей в 2015 году[4][9][10].
- № 31/38 — дом XVIII—XIX веков на реконструкции; охраняется его кованая ограда XVIII века по Старомонетному переулку.
- № 33/41,  памятник архитектуры — трёхэтажное угловое каменное здание построено в 1907 году. Здесь в 1909—10 гг. жил М. И. Калинин (мемориальная доска).
- № 37, стр. 1 — «Доходный дом с лавками храма Успения Богородицы в Казачьей слободе», 1863—1864 гг.
- № 37, стр. 3,  памятник архитектуры (федеральный) — Храм Успения Богородицы в Казачьей слободе (1695—1697)[4] с колокольней (1797—1798, 1869—1872). Вокруг храма фрагментарно сохранилась ограда конца XVIII века. Во время пожара 1812 года выгорело всё внутреннее убранство храма, восстановленное к 1818 году церковным старостой Никитой Карпышевым. В 1869—1872 годах на средства прихожан и церковного старосты Д. П. Рогаткина была произведена новая отделка храма, исказившая классицистический облик трапезной и колокольни. В 1922 году церковь была закрыта, здесь разместились архив и типография. Главка храма, верх колокольни и дом причта были разрушены, церковные украшения и утварь — изъяты. В 1970—1980 годах была проведена реставрация храма, богослужения возобновились в 1994 году.
- № 39 — усадьба купцов Рогаткирных-Ёжиковых, одноэтажный дом с мезонином (1820-е)[11].
- № 41, стр. 1 и 2,  ЦГФО — жилой дом (конец XIX — начало XX века, 1930-е).
- № 43,  памятник архитектуры (региональный) — городская усадьба М. И. Псаревой — Епанешниковых (1810—1834), бывший приют для детей Братства Царицы Небесной[4]. В рамках гражданской инициативы «Последний адрес» на доме установлен мемориальный знак с именем юриста Евгения Ивановича Яницкого[12], расстрелянного сотрудниками НКВД 1 июля 1938 года[13].
- № 45,  памятник архитектуры (федеральный) — двухэтажный особняк А. В. и В. В. Новиковых — К. Свешниковой (1907, архитекторы С. М. Гончаров и Л. Ф. Даукша)[14][15][16][4].
- № 47-51/14 — реконструированные одно- двухэтажные дома.
- № 57 — ОАО «Транснефть».
- № 61 — двухэтажный дом XIX века.
- № 51а/9 — жилой дом (1927, инженеры Г. Б. Красин, Е. В. Костырко, А. Ф. Лолейт)[4].
- № 53 — городская усадьба, 1820-е гг.[2]
- № 55 — доходный дом (1898, архитектор В. А. Ковальский).
- № 63 — адрес усадьбы купца Лобанова (1822), на месте здания которой построен новодел.
- № 65/74 — усадьба купца Гусева (первая половина XIX века).

### По чётной стороне
- № 2/10,  памятник архитектуры (федеральный) — жилой дом (1773)[4].
- № 4/10 — крупноблочный жилой дом (1938—1939, архитекторы А. К. Буров, Б. Н. Блохин, инженер Г. Карманов)[17], построенный на месте снесённого храма Космы и Дамиана в Кадашах.
- № 10 стр 1 — Бывший дом купцов Владимировых, построен после пожара 1812 года и около ста лет принадлежал купцам Владимировым. В советское время здесь находился Дом пионеров и отдел КГБ Октябрьского района.
- № 20,  памятник архитектуры (региональный) — комплекс Иверской общины сестёр милосердия. Включает в себя усадебный дом (1760-е), храм Иверской иконы Божией Матери и постройки 1890—1910-х годов (архитекторы И. Е. Бондаренко, С. К. Родионов, Д. М. Челищев и др.)[4]. В настоящее время — НИИ неотложной детской хирургии и травматологии.
- № 20, стр. 1 — Терапевтический корпус, 1912 г. Здание построено по проекту архитектора Д. М. Челищева как терапевтический корпус с аптекой и амбулаторией Иверской общины сестёр милосердия.
- № 20, стр. 2 — Здание (комплекса Иверской общины сестёр милосердия) сложной конструкции, вытянутое от Малой Якиманки к Большой Полянке. Западный объём (у Малой Якиманки) возведён как первый лечебный корпус в 1760-х гг., перестроен в XIX в. Северный объём построен в 1901 г. по проекту архитектора И. Е. Бондаренко как общежитие сестёр милосердия. В 1910 г. возведён восточный объём для размещения хирургического корпуса.
- № 22,  памятник архитектуры (утраченный) — на этом месте находился охраняемый памятник, городская усадьба Ф. И. Шкарина — И. Ф. Якобсона (XIX — начало XX веков). До 2002 года находилось НПО «Астрофизика». В 2004—2006 годах на его месте построен хирургический корпус Научно-исследовательского института неотложной детской хирургии и травматологии (архитекторы М. Леонов, О. Алексеева, Л. Крупа, Д. Козюля, конструкторы П. Данилов, Н. Матюхина)[18].
- № 26 — на месте школы довоенной постройки находился Полянский рынок.
- № 26, стр. 1 — жилой дом, фрагмент застройки Полянского торга (корпус — конец XVIII века, середина XIX века, 1924, архитектор Я. Гинзбург)[4].

Москва, ул. Большая Полянка, д. 28, корп. 2. Мемориальная доска Райзману

- № 28, стр. 2 — жилой дом. Здесь жили кинорежиссёр Юлий Райзман (с 1937 по 1994, мемориальная доска), кинорежиссёр, кинооператор, сценарист Марк Трояновский[19], кинорежиссёр и драматург Вера Строева[20], изобретатель в области кинотехники Евсей Голдовский[21], кинорежиссёр Ефим Дзиган (1938—1981; мемориальная доска, 1985, архитектор Е. И. Кутырев)[22], кинорежиссер Г. Л. Рошаль (1937—1983, мемориальная доска)
- № 38 — снесён по реконструкции в 1969—1970 годах. До ноября 1922 года здесь находилось подворье Афонского Свято-Пантелеимонова монастыря.
- № 42/2 — доходный дом М. И. Алексеева (1912—1914, архитекторы Б. М. Великовский, А. Н. Милюков, В. В. Корчагин).
- № 44/2 — доходный дом (1914—1915, архитекторы Г. А. Гельрих, С. Ф. Воскресенский)[4].
- № 48 — доходный дом (1913, архитектор Г. А. Гельрих).
- № 50/1 — Московский учительский институт (1878—1910-е, архитектор А. А. Никифоров, архитектор Н. П. Никитин). Для института была выкуплена усадьба купцов Засецких, принадлежавшая семье с 1819 года и когда-то являвшаяся крупнейшей в округе. После революции институт закрыли, с 1925-го в нём было общежитие. Здание было разрушено авиабомбой в 1941 году и затем восстановлено для райисполкома КПСС[23][24].
- № 52 — флигель бывшей городской усадьбы Засецких. В 1920-х здесь работал санаторий для нервнобольных, где в декабре 1923 года лечился поэт Сергей Есенин[24].
- № 54 — доходный дом Я. Демента (1910—1912, гражданский инженер В. Е. Дубовской, при участии архитектора Л. Б. Горенберга; роспись интерьеров — художник И. И. Нивинский)[16][2]. В доме жил китаевед Л. П. Делюсин[25].
- № 58,  памятник архитектуры (региональный) — доходный дом М. Пайкерта — Н. С. Воробьева (1905, архитектор Л. В. Стеженский)[26][2][4]. Здание занимает Российская академия образования[2].
- № 60/2,  ЦГФО — доходный дом А. Н. Крокоса (1904, архитектор И. П. Машков[2]; фасад перестроен в 1911 году архитектором М. А. Аладьиным), на котором размещено панно «Мы строим коммунизм», являющееся фрагментом панно на Волжской ГЭС (1961) Волгоградского художника М. Я. Пышты (1967). Дом продолжительное время находится на реконструкции, панно скрыто[27]; внесён в Красную книгу Архнадзора (электронный каталог объектов недвижимого культурного наследия Москвы, находящихся под угрозой).[28]

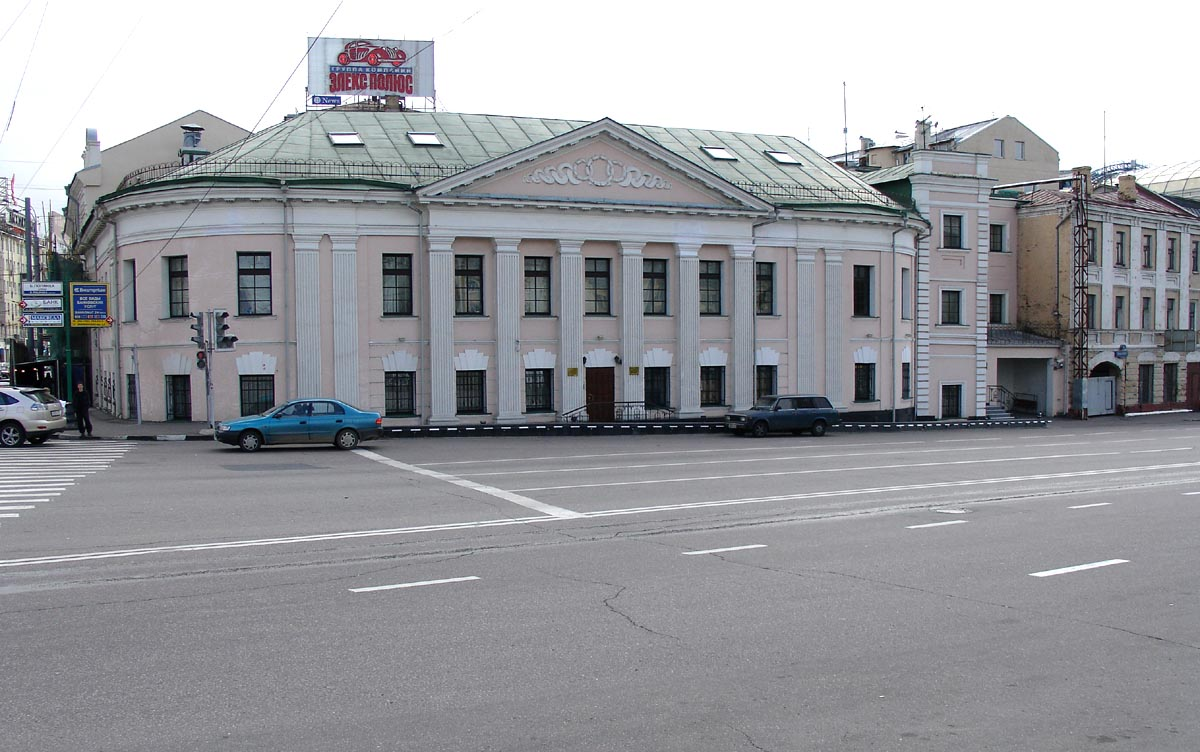
№2/10, жилой дом (1773)
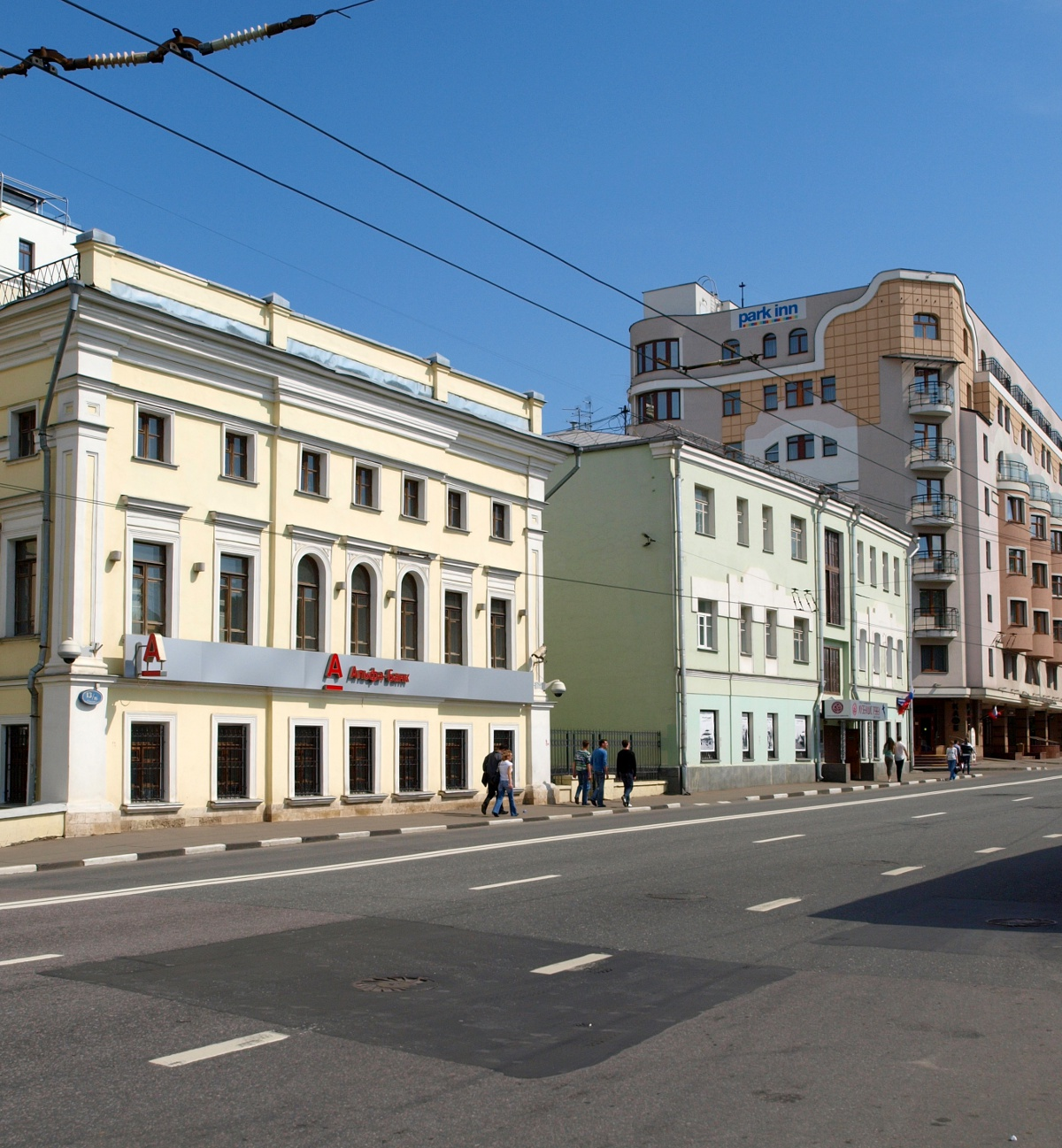
№ 13 (усадебный дом, 1849—1850) и № 15 («Крокин галерея»)
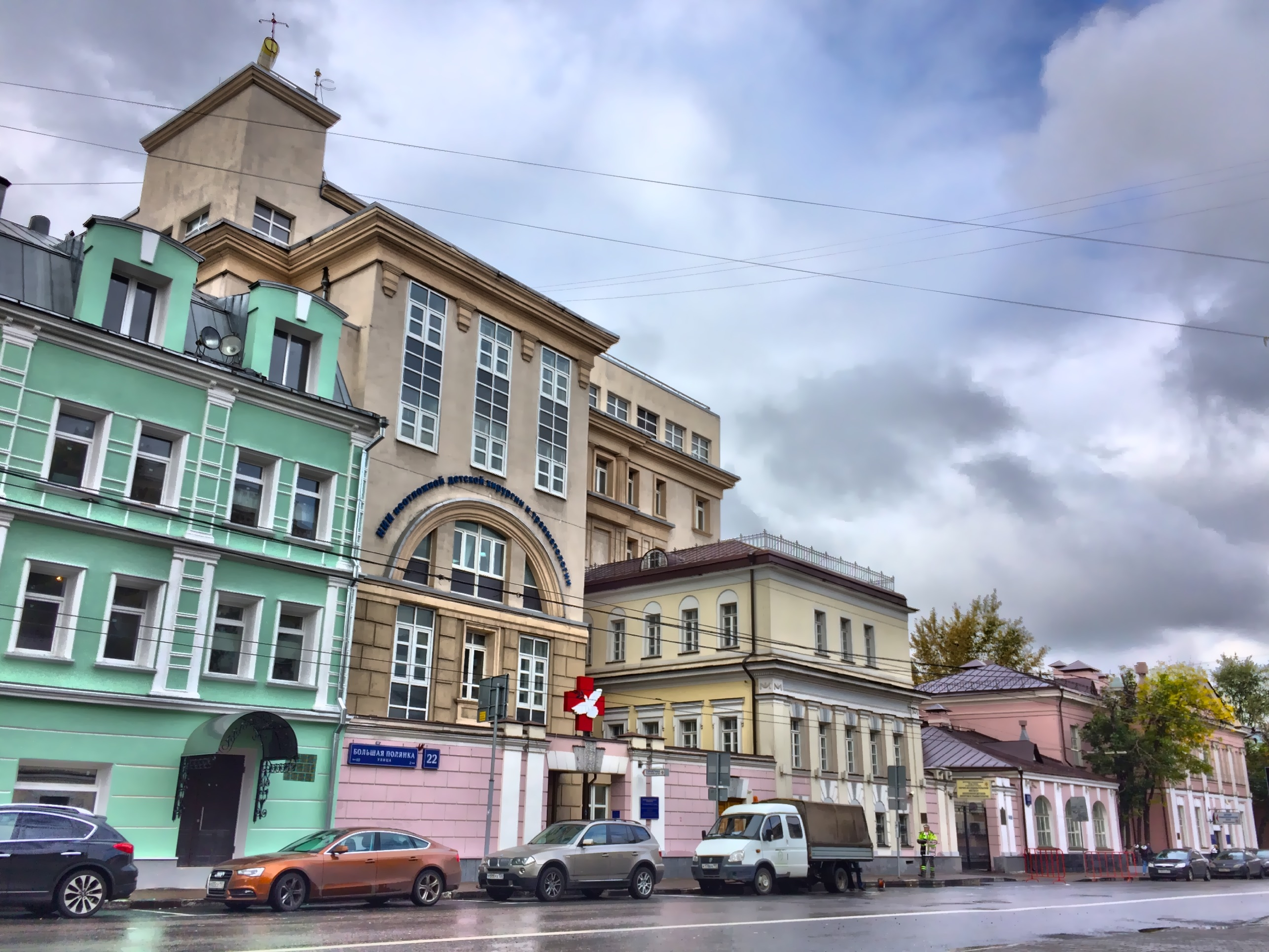
№ 18-24
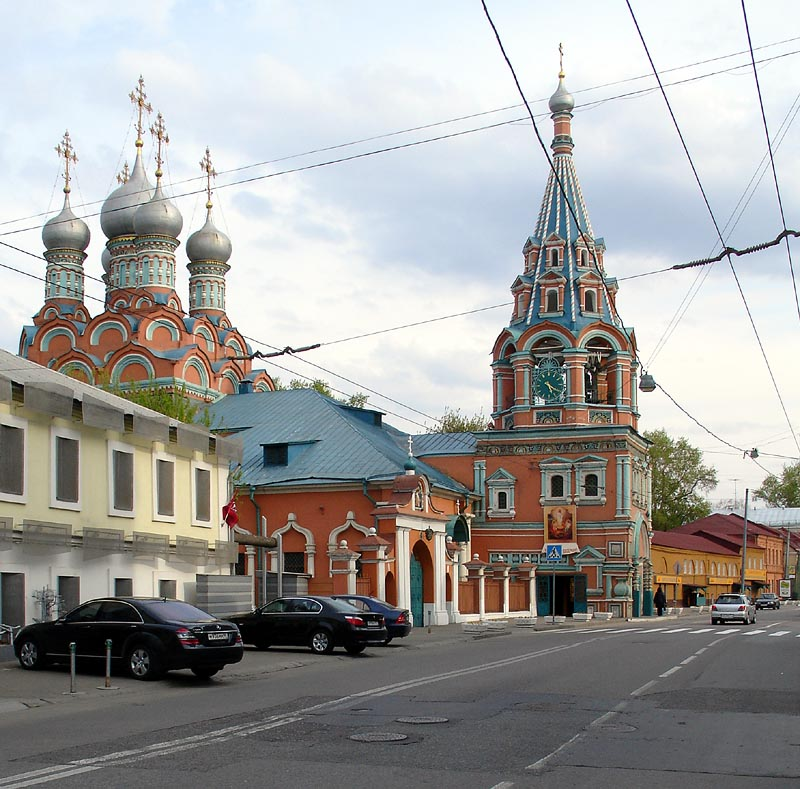
№ 27, дом купцов Абрамовых (XIX век) и № 29, Храм Григория Неокесарийского в Дербицах (1667—1679)
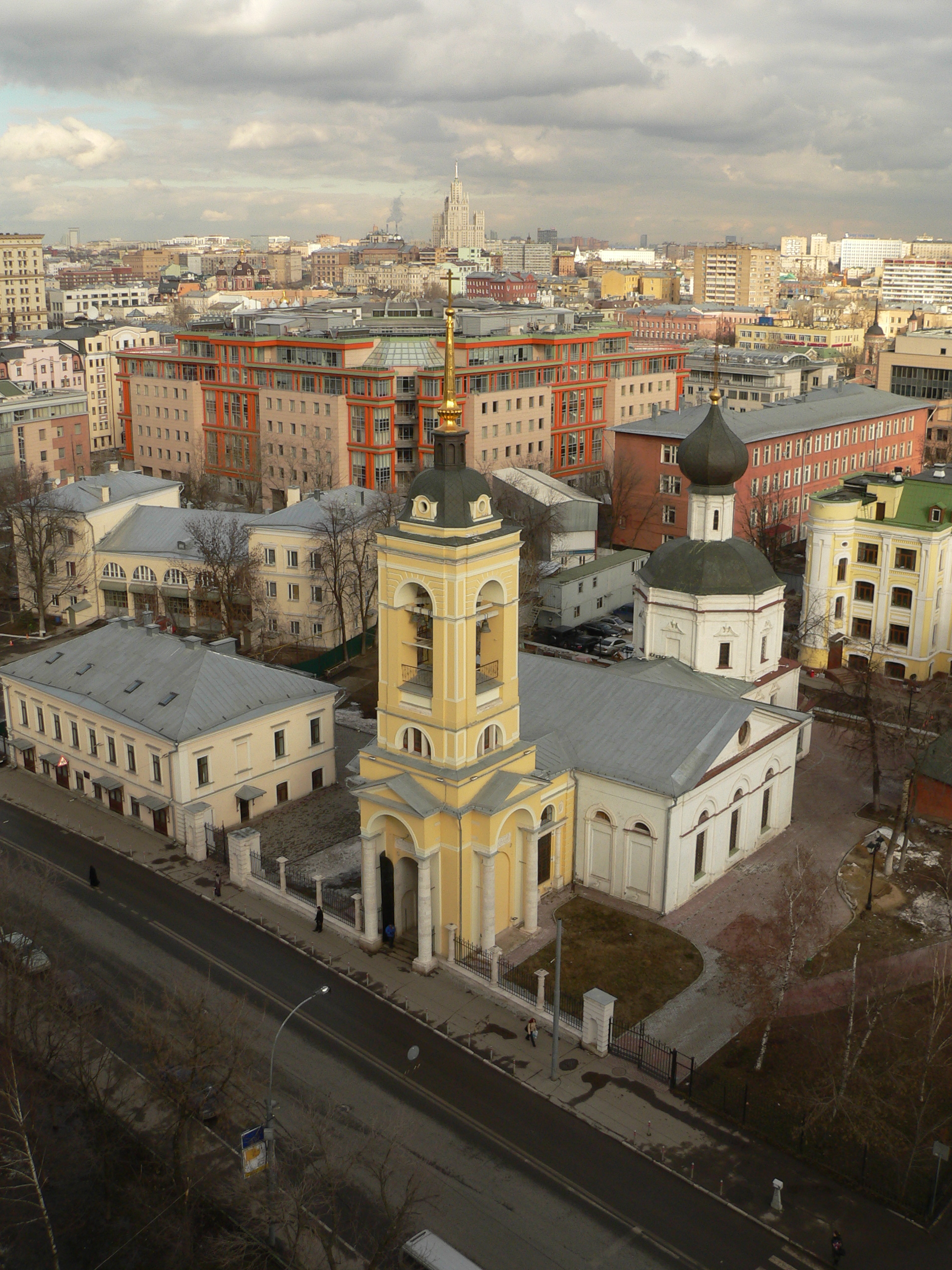
№ 35 и № 37, Храм Успения Богородицы в Казачьей слободе (1695—1697)
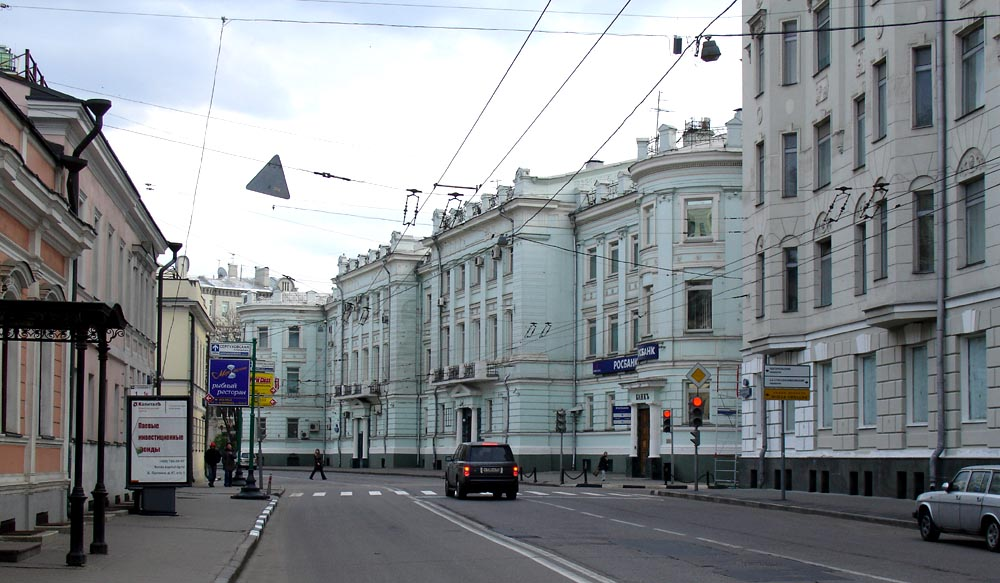
№ 49, 50/1, 44/2

## Транспорт
- Метро  Полянка (начало, середина)
- Метро  Добрынинская (конец)
- Метро  Серпуховская (конец)
- Метро  Новокузнецкая (начало, середина)
- Метро  Третьяковская (начало, середина)
- Автобусы: м9, 538;  м1, е10, 297; н11 — в обе стороны.